# Brevipalpus creber
Brevipalpus creber är en spindeldjursart som beskrevs av Mohammad Nazeer Chaudhri 1972. Brevipalpus creber ingår i släktet Brevipalpus och familjen Tenuipalpidae. Inga underarter finns listade.